# Ахмед Ясин
Шейх Ахмед Ісмаїл Ясин (араб. الشيخ أحمد اسماعيل ياسين, 1937?—2004) — один із засновників та духовний лідер ісламістського руху «Хамас» (Ісламський рух опору), визнаного терористичною організацією Євросоюзом, Ізраїлем, Канадою, США та Японією, а також забороненого у Йорданії.

## Біографія
Точна дата народження шейха невідома. Згідно з його палестинським паспортом Ясин народився 1 січня 1929 року, проте сам заявляв, що дата народження — 1938 р. Народився Ясин у селі Джура під Ашкелоном. Після арабо-ізраїльської війни (1947–1949) сім'я Ясина була змушена покинути зруйноване війною селище та перебратися до Гази. У юності Ясин отримав травму, займаючись гімнастикою і став інвалідом, втративши можливість ходити. 1955 р. став членом організації «Брати-мусульмани». після закінчення школи близько року займався в ісламському університеті Айн-Шамс у Каїрі, вивчаючи ісламське богослов'я та англійську літературу. Згодом — аж до 1984 р. — викладав у каїрській школі. 1960 р. одружився — від шлюбу з Халім у нього народилося 11 дітей.
1973 р. Ясин створив в Газі «Ісламський центр з координування соціальних програм». На початку 1980-х він створив організацію «Слава моджахедів», приблизно тоді ж почав готувати збройні акції. 1984 р. Ясина було заарештовано ізраїльською владою та засуджено до 13-річного ув'язнення за антидержавну діяльність та зберігання арсеналу зброї, проте рік потому було разом з ще 1150 ув'язненими звільнено внаслідок так званої «Угоди Джібріля».
1987 р., під час палестинської інтифади, Ясин спільно з іншими «Братами-мусульманами» організував рух «Хамас» і став його головним ідеологом. У числі іншого керівництво організації закликало вважати всіх ізраїльтян окупантами та знищити Ізраїль.
1989 р. Ясина знову було заарештовано. 1991 р. його засудили до довічного ув'язнення за участь у вбивстві палестинців, які «Співпрацювали з урядом Ізраїлю», і за замах на ізраїльських солдатів.
1997 р. ізраїльтяни провели на території Йорданії секретну операцію з ліквідації Халеда Машаля. Операція не вдалася, а ізраїльські агенти були заарештовані, для залагодження скандалу ізраїльтяни були змушені звільнити Ясина. У липні шейха було депортовано до Йорданії, звідки він виїхав на територію Палестинської автономії.
У жовтні 2000 року в інтерв'ю московській газеті «Час новин» шейх Ясин закликав мусульман, які воюють у Чечні битися проти Росії (див. Друга чеченська війна). «У нас свій окупант, у них-свій», — зазначав він.
Влітку 2003 р. Ізраїль спробував убити керівників «Хамас» на чолі з Ясином. Проте внаслідок операції шейх залишився живим.

### Смерть
Шейха Ясина було убито 22 березня 2004 у Секторі Газа після того, як він на інвалідному візку виїхав з мечеті. Разом з ним загинуло ще три людини та десять отримали поранення. Причиною загибелі стала ракета, випущена з ізраїльського гелікоптера..